# Asău
Asău je rumunská obec v župě Bacău. V roce 2011 zde žilo 6 698 obyvatel. Obec se skládá ze šesti částí. V samotné vesnici Asău žilo 2 112 obyvatel.

## Části obce
- Asău
- Apa Asău
- Ciobănuș
- Lunca Asău
- Păltiniș
- Straja